# Burggrafbach
Der Burggrafbach ist ein rund 0,9 Kilometer langer, rechter Nebenfluss der Kainach in der Steiermark.

## Verlauf
Der Burggrafbach entsteht im südwestlichen Teil der Gemeinde Kainach bei Voitsberg, im westlichen Teil der Katastralgemeinde Kohlschwarz, nordwestlich des Hofes Reinthalerhof am Südosthang des Hemmerberges. Er fließt zuerst in einem Links- und anschließend in einem Rechtsbogen, ehe er relativ gerade nach Osten fließt. Insgesamt fließt der Burggrafbach nach Osten. Im Westen der Katastralgemeinde Kohlschwarz mündet er südsüdöstlich des Hauptortes Kainach bei Voitsberg, nordöstlich des Hofes Reinthalerhof, südlich der Kögerlsiedlung und nördlich von Afling etwa 100 Meter westlich der L341 in die Kainach. Auf seinem Lauf nimmt der Burggrafbach von links einen sowie von rechts zwei unbenannte Wasserläufe auf.